# Christine Marshall
Christine Marshall (* 11. August 1986 in Newport News, Virginia) ist eine US-amerikanische Schwimmerin.

## Karriere
Christine Marshall begann mit dem Schwimmsport im Alter von fünf Jahren, als sie dem Fort Eustis Swim Team beitrat. Von 2005 bis 2009 war sie Teil der Sportabteilung der Texas A&M University. Heute schwimmt sie für die Auburn Aquatics, wobei sie von Brett Hawke trainiert wird.
Ihr bisheriger Karrierehöhepunkt stellte der Gewinn der Bronzemedaille bei den Olympischen Sommerspielen 2008 in Peking als Teil der 4-mal-200-Meter-Freistilstaffel dar. Ebenso wie Kim Vandenberg kam sie nur im Vorlauf zum Einsatz. Für diese Spiele qualifizierte sie sich mit einem sechsten Platz über 200 Meter Freistil bei den Trials. Damit war sie die erste US-amerikanische Schwimmerin der Texas A&M University die an Olympischen Spielen teilnahm.